# Ante Kostelić
Pour les articles homonymes, voir Kostelić.
Ante Kostelić, né le 11 août 1938 à Zagreb en Yougoslavie (Croatie actuelle), est un ancien joueur de handball croate, reconverti en entraîneur de handball et de ski alpin.
Il est surtout connu pour avoir entraîné ses enfants, les skieurs croates Ivica et Janica Kostelić, qui remportent de nombreux titres aux Jeux olympiques, aux Championnats du monde et à la Coupe du monde entre 2001 et 2014. En tant qu'entraîneur, il a mené le club de handball ŽRK Osijek à la victoire lors de la Coupe d'Europe des vainqueurs de coupe féminine de handball en 1982 (de). Il reçoit de nombreux prix, dont le prix Matija Ljubek en 2001 du Comité olympique croate, le prix d'État Franjo Bučar pour le sport en 2003 et l'ordre du prince Branimir[Quand ?].

## Biographie
Né à Zagreb, Ante Kostelić fréquente le lycée de sa ville natale et obtient ensuite son diplôme de la faculté de kinésiologie. Il joue au handball pour plusieurs clubs yougoslaves tels que le RK Polet Zagreb, le Mladost Zagreb ou le RK Zagreb, ainsi qu'en France à la MJC de Cannes à partir de novembre 1971. En 1974, pour sa première saison en Nationale 2, le club profite des performances de Kostelić (auteur de 110 buts) et de Sead Hasanefendić (entraineur-joueur) pour atteindre la finale face à l'USB Longwy, il est promu en Nationale 1. Il joue alors au poste de pivot ou d'ailier gauche. En tant que joueur du RK Zagreb, il remporte le championnat de Yougoslavie et/ou la coupe de Yougoslavie en 1962[réf. nécessaire]. Il est également actif dans la natation, le ski et la course automobile.

### Carrière d'entraîneur
Des années 1970 aux années 1990, Kostelić entraîne de nombreux clubs de handball, dont le RK Ivanić, le RK Medveščak Zagreb, le RK Zagreb, le Partizan Bjelovar, le RK Trešnjevka Zagreb, le RK Celje, le ŽRK Osijek, le Pelister Bitola et le FC Nuremberg. Au cours de sa carrière d'entraîneur, il devient célèbre pour son triomphe lors de la Coupe des vainqueurs de coupe en 1982 (de) en tant qu'entraîneur-chef du ŽRK Osijek. En finale, ce dernier bat le Budapest Spartacus SC.
Au début des années 1990, il devient entraîneur de ski alpin, travaillant d'abord au club de ski SK Medveščak et au club de ski SK Zagreb. Il est connu comme un entraîneur très strict et exigeant, ce qui le met parfois en conflit avec d'autres membres du club et des parents de skieurs qui estiment qu'il en demande trop à ses élèves. Il reprend ensuite le rôle d'entraîneur de ses enfants Ivica et Janica, qui connaissent du succès au plus haut niveau sportif, devenant champions du monde, vainqueurs de la coupe du monde (2001, 2003 et 2006 pour Janica et 2011 pour son frère) et médaillés olympiques (quatre titres et deux médailles d'argent pour Janica, quatre médailles d'agent pour Ivica). En avril 2017, il est annoncé que Kostelic serait l'entraîneur des skieurs alpins croates Elias et Samuel Kolega.

## Récompenses
Ante Kostelić est honoré avec le prix Matija Ljubek en 2001, la plus haute distinction du Comité olympique croate, décernée à des individus pour l'œuvre de toute une vie. Deux ans plus tard, il reçoit le Prix d'État Franjo Bučar pour le sport, la plus haute distinction que la République de Croatie accorde pour des réalisations extraordinaires dans le domaine du sport en Croatie. En 2010, il reçoit l'ordre du prince Branimir, décerné pour l'excellence dans la promotion des relations internationales de la Croatie. De plus, le Comité olympique croate le nomme à plusieurs reprises entraîneur croate de l'année (2002, 2006, 2010 et 2014).